# Thrincopyge alacris
Thrincopyge alacris är en skalbaggsart som beskrevs av Leconte 1858. Thrincopyge alacris ingår i släktet Thrincopyge och familjen praktbaggar. Inga underarter finns listade i Catalogue of Life.